# Wieke Hoogzaad
Wieke Hoogzaad diminutif de Ludowieka Victoria Hoogzaad née le 29 juin 1970 à Dordrecht aux Pays-Bas est une triathlète professionnelle néerlandaise, championne d'Europe de triathlon en 1998. 

## Biographie
Wieke Hoogzaad remporte le championnat d'Europe en 1998 et participe aux Jeux olympiques d'été de 2000 lors du premier triathlon olympique. Elle finit à la 25e place devant sa compatriote Silvia Pepels. Qualifiée pour les Jeux d'Athènes  en 2004, elle reprend la 25e position.
En 2001, elle  épouse le triathlète danois Ricky Jørgensen. En 2002 elle reçoit le Prix Thea Sybesma.

## Palmarès
Le tableau présente les résultats les plus significatifs (podium) obtenus sur le circuit international de triathlon depuis 1996,.
| Année | Compétition                              | Pays      | Position           | Temps           |
| ----- | ---------------------------------------- | --------- | ------------------ | --------------- |
| 2004  | Coupe d'Europe - l'étape de Zundert      | Pays-Bas  | Médaille d'argent  | 2 h 1 min 33 s  |
| 2004  | Championnat des Pays-Bas                 | Pays-Bas  | Médaille d'or      | 2 h 1 min 33 s  |
| 2003  | Coupe du monde - l'étape de Geelong      | Australie | Médaille d'or      | 2 h 8 min 57 s  |
| 2001  | Coupe du monde - l'étape de Lausanne     | Suisse    | Médaille d'argent  | 2 h 7 min 51 s  |
| 2001  | Coupe du monde - l'étape de Tiszaújváros | Hongrie   | Médaille d'argent  | 1 h 56 min 59 s |
| 2001  | Coupe du monde - l'étape de Corner Brook | Canada    | Médaille de bronze | 2 h 5 min 15 s  |
| 2001  | Coupe d'Europe - l'étape de Zundert      | Pays-Bas  | Médaille d'or      | 2 h 1 min 25 s  |
| 2001  | Holten Triathlon                         | Pays-Bas  | Médaille d'argent  | 1 h 49 min 20 s |
| 2001  | Championnat des Pays-Bas                 | Pays-Bas  | Médaille d'or      | 1 h 49 min 20 s |
| 1998  | Championnat d'Europe                     | Autriche  | Médaille d'or      | 2 h 4 min 30 s  |
| 1998  | Coupe du monde - l'étape de Cancún       | Mexique   | Médaille de bronze | 2 h 4 min 21 s  |
| 1998  | Coupe du monde - l'étape de Tiszaújváros | Hongrie   | Médaille d'argent  | 2 h 0 min 28 s  |
| 1997  | Ruremonde Triathlon                      | Pays-Bas  | Médaille d'argent  | 1 h 56 min 37 s |
| 1996  | Coupe du monde - l'étape de Sydney       | Australie | Médaille de bronze | 2 h 1 min 59 s  |